# Sofia Domeij
Anna Sofia Domeij (Ljusdal, 22 ottobre 1976) è un'ex biatleta e fondista svedese.

## Biografia

### Carriera nello sci di fondo
Iniziò praticando lo sci di fondo. Prese parte ai Mondiali juniores di Asiago 1996; in Coppa del Mondo esordì il 23 novembre 1996 a Kiruna (73ª) e ottenne il miglior piazzamento 7 dicembre 2003 a Dobbiaco (4ª).

### Carriera nel biathlon
Dal 2005-2006 si dedicò al biathlon; in Coppa del Mondo esordì il 26 novembre 2005 a Östersund (96ª) e ottenne l'unico podio il 14 gennaio 2009 a Ruhpolding (2ª).
Nella sua carriera da biatleta ha preso parte a un'edizione dei Giochi olimpici invernali, Vancouver 2010 (41ª nella sprint, 41ª nell'inseguimento), e a tre dei Campionati mondiali (5ª nella staffetta a Pyeongchang 2009 il miglior piazzamento).

## Palmarès

### Biathlon

#### Coppa del Mondo
- Miglior piazzamento in classifica generale: 49ª nel 2008
- 1 podio (a squadre):
  - 1 secondo posto

### Sci di fondo

#### Coppa del Mondo
- Miglior piazzamento in classifica generale: 67ª nel 2003